# Almanza
Almanza település Spanyolországban, León tartományban. Lakosainak száma 609 fő (2024).

## Földrajza
Almanza Cebanico, Valderrueda, Guardo, Cea, Villaselán, Villamartín de Don Sancho és Cubillas de Rueda községekkel határos.

## Népesség
A település lakosságának változását az alábbi diagram mutatja:
| Lakosok száma | 725  | 666  | 640  | 609  | 623  | 580  | 553  | 574  | 603  | 609  |
|               | 2001 | 2004 | 2007 | 2009 | 2012 | 2014 | 2017 | 2019 | 2022 | 2024 |